# Посавски Бреги
Посавски Бреги су насељено место у саставу Града Иванић Града, у Загребачкој жупанији, Хрватска.

## Становништво
На попису становништва 2011. године, Посавски Бреги су имали 816 становника.

## Попис1991.
На попису становништва 1991. године, насељено место Посавски Бреги је имало 735 становника, следећег националног састава:
| Попис 1991.‍ | Попис 1991.‍ | Попис 1991.‍ | Попис 1991.‍ | Попис 1991.‍ |
| ----------- | ----------- | ----------- | ----------- | ----------- |
|             |             |             |             |             |
| Хрвати      | Хрвати      |             | 725         | 98,63%      |
| Срби        | Срби        |             | 3           | 0,40%       |
| Словенци    | Словенци    |             | 2           | 0,27%       |
| Италијани   | Италијани   |             | 1           | 0,13%       |
| остали      | остали      |             | 1           | 0,13%       |
| непознато   | непознато   |             | 3           | 0,40%       |
| укупно: 735 |             |             |             |             |